# ベントレー・マリナー・バカラル
ベントレー・マリナー・バカラル (Bentley Mulliner Bacalar)は2020年に発表された12台限定のオープントップモデルである。
2シーターのベントレーは1930年以来、90年ぶりとなる。

## 概要
マリナー・バカラルはベントレーマリナーのコーチビルディング部門で手掛けられる限定生産のモデルで、発表時点で12台全て完売済みである。
搭載するW型12気筒ツインターボエンジンは最高出力659PS、最大トルク900Nmを発生。搭載するアクティブ4WDシステムは後輪駆動を基本としつつ、状況に応じてトルク配分を適切なものへと変更する。
デザインはベントレー・EXP 100 GTからインスピレーションを受けたものであり、ボディパネルはドアハンドルのみコンチネンタルGTと共通である以外は全てバカラル独自のもの。
コックピットで手に触れる部分は全てバカラル専用のもの。センターコンソールにはベントレー・ローテーションディスプレイを装備。エンジンを始動すると回転して表示されるディスプレイには、電話、ナビゲーション、メディアなど、ドライバーの優先する機能を表示できる。
キャビン中心のダッシュボードには、イングランドのイーストアングリアのフェンランドにある湿原、湖、川で発見された5000年以上前の自然の倒木、持続可能な木材である希少なリバーウッドから切り取られたラップアラウンドダッシュボードを採用。また、塗装にはその持続可能な特性のために特別な塗料を選択。顔料に、米産業の副産物であるもみ殻灰を使用することで、もみ殻埋め立て廃棄物を削減する。
価格は150万ポンド(約2億2000万円)で、2021年に最初の個体が製造された。

## 参照
1. ↑  https://response.jp/article/2020/12/20/341477.html
2. ↑  https://car.watch.impress.co.jp/docs/news/1238641.html
3. ↑  https://clicccar.com/2020/03/08/959371/
4. ↑  https://www.autocar.jp/post/721077